# Lopo Dinis Cordeiro

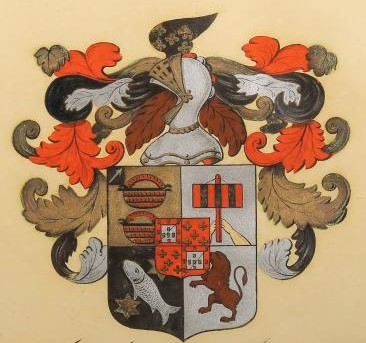
Armaria heráldica de Lopo Dinis Cordeiro.

Lopo Dinis Cordeiro  CvC • ComNSC (14 de abril de 1834 — 26 de março de 1919), primeiro e único Conde de Dinis Cordeiro, foi advogado, servidor público e político brasileiro.

## Biografia
Nasceu em Mambucaba, distrito de Angra dos Reis, na então província do Rio de Janeiro, filho do coronel Antônio Cordeiro da Silva Guerra, natural de Guaratinguetá, São Paulo, e de Henriqueta de Albuquerque Dinis (1814-1886), que, por sua vez era filha do coronel Joaquim da Silva Dinis, casado, em 26 de setembro de 1812, com Maria José de Alencastro Albuquerque, filha do capitão João Batista Santiago Robalo Pacheco da Silva, o qual, provando sua ascendência, obteve carta de brasão, passada em 13 de outubro de 1795, com as armas dos Pachecos, Santiagos Robalos e Silva, tendo casado na Bahia, em 5 de junho de 1792, com Clara Madalena de Albuquerque, filha de Pedro de Albuquerque da Câmara, natural da Bahia, fidalgo cavaleiro por alvará de 12 de dezembro de 1737. Sua irmã Maria José Dinis Cordeiro foi baronesa consorte de Werneck.
Em 1851, bacharelou-se em Ciências e Letras no Imperial Colégio Pedro II e, em 18 de novembro de 1856, recebeu o grau de bacharel em Ciências Jurídicas e Sociais pela Faculdade de Direito de São Paulo, na mesma turma que Domingos de Andrade Figueira, Fidélis de Andrade Botelho, Rafael Dabney de Avelar Brotero, e outros.
Exerceu cargos diversos: promotor fiscal de resíduos e capelas, de 1858 a 1863; juiz da segunda vara cível; membro do Conselho de Revista; suplente do terceiro juiz marcial; membro da Assembleia Provincial do Rio de Janeiro; delegado de Instrução Primária e Secundária do Município da Corte; diretor do Montepio Geral de Economia dos Servidores do Estado; presidente das Loterias da Corte; presidente do Jóquei Clube. Neste cargo, em 1876, promoveu a compra do prado.
Como advogado da Caixa de Socorros Pedro V, pelos serviços que lhe prestou, foi agraciado pelo Rei de Portugal com a medalha de Honra, com o hábito da Real Ordem Militar de Nosso Senhor Jesus Cristo, em 1870, e comendador da Real Ordem Militar Portuguesa de Nossa Senhora da Conceição de Vila Viçosa, em 1875.
Em 1867, tirou carta de brasão de arma, nobreza e fidalguia e, em 1870, teve o título de foro de Fidalgo Cavaleiro da Casa Imperial. O governo imperial brasileiro agraciou-o, em 1874, com o hábito da Imperial Ordem da Rosa. Em 26 de agosto de 1892, por breve apostólico de Sua Santidade o Papa Leão XIII, recebeu o título de Conde de Dinis Cordeiro.

## Casamento e Descendência
Casou-se, em 21 de maio de 1862, com Maria Nazaré de Araújo Basto (c. 1844 - 23 de maio de 1932), condessa de Dinis Cordeiro, filha de Emília Cândida Viana e do coronel Antônio Rodrigues de Araújo Basto, comendador da Imperial Ordem da Rosa e da do Cruzeiro. Tiveram os seguintes filhos:
- Julieta Basto Cordeiro (*maio de 1863[4] - 9 de novembro de 1955[5]), dama da Ordem Equestre do Santo Sepulcro de Jerusalém[6], casada com Manuel Vítor Fernandes de Barros em 1893[7];
- Heitor Basto Cordeiro (17 de fevereiro de 1865 - 1 de fevereiro de 1908), advogado, casado com Francisca Carolina Smith de Vasconcelos;
- Angelina Ferreira Felício.

Era o decano da classe dos advogados do Rio de Janeiro quando faleceu, de arteriosclerose, aos 84 anos. Seu corpo foi sepultado no Cemitério São João Batista, em Botafogo.